# Tulusrejo (Lowokwaru)
Tulusrejo is een bestuurslaag in het regentschap Malang van de provincie Oost-Java, Indonesië. Tulusrejo telt 15.386 inwoners (volkstelling 2010).